# L-穀氨酸-天門冬氨酸轉運體
兴奋性氨基酸转运蛋白 1 （ EAAT1 ）是一种蛋白质，在人类中由SLC1A3基因编码。  EAAT1 也常被称为谷氨酸天冬氨酸转运蛋白 1 ( GLAST-1 )。
EAAT1 主要在质膜中表达，使其能够从细胞外空间去除谷氨酸。 它还位于线粒体内膜，并参与到苹果酸穿梭的过程当中。 

## 机制
EAAT1在体内以同型三聚体的形式发挥作用。  EAAT1 介导谷氨酸和天冬氨酸的运输，其中包括三个Na +和一个H +阳离子的同向运输以及一个K +阳离子的反向运输。这种共转运偶联作用（或同向转运）允许谷氨酸逆着浓度梯度转运到细胞内。 
- 苹果酸-天冬氨酸穿梭的图解
- SLC1A3 在伯格曼神经胶质纤维中的表达。 出生后第7天小鼠大脑矢状切面；GENSAT数据库。

## 组织分布
EAAT1 在整个中枢神经系统都有表达， 并且在小脑的星形胶质细胞和伯格曼胶质细胞中高度表达。  在视网膜中，EAAT1 在穆勒细胞中表达。  EAAT1 也在许多其他组织中表达，包括心肌细胞。 

## 临床意义
它与 6 型发作性共济失调有关。  EAAT1表达也可能与骨关节炎有关。 

## 药理
DL-苏式-β-苄氧天冬氨酸 (TBOA) 是一种兴奋性氨基酸转运蛋白的抑制剂。 